# Synagoga w Piaskach Wielkopolskich
Synagoga w Piaskach Wielkopolskich – zbudowana w XIX wieku przy ulicy Warszawskiej. Podczas II wojny światowej hitlerowcy zdewastowali synagogę. Po wojnie budynek synagogi przebudowano na mieszkania. 